# Dencz Ákos
Kézdivásárhelyi Dencz Ákos Lajos (Szamosújvár, 1876. január 4. – Budapest, 1963. október 25.) közgazdasági író, országgyűlési képviselő, nyugalmazott miniszteri tanácsos, a Postatakarék Pénztár helyettes vezérigazgatója, nyolc község díszpolgára.

## Életpályája
Elemi iskoláit Bánffyhunyadon és Tamásiban végezte el. A kiskunhalasi Református Gimnázium tanult. 1894-ben a Postatakarékpénztár szolgálatába állt; 1932-ig itt dolgozott. 1900-ban államtudományi doktorátust szerzett. 1906-ban fogalmazó, 1917-ben titkár, 1920-ban főfelügyelő, 1921-ben igazgatóhelyettes, 1922–1926 között miniszteri tanácsos és helyettes vezérigazgató volt a Postatakarékpénztárnál. 1909–1925 között agráriérdekeket képviselő közgazdasági és pénzügyi cikkeket írt, amelyek különböző regionális és országos lapokban jelentek meg. 1919-ben Tamásiban az ellenforradalom vezetője volt. Az 1920-as és 1922-es választások alkalmával Buda egyik szavazókerületének volt a választási elnöke. 1922-től a postatisztképző tanfolyam rendes tanára volt. 1926–1935 között egységes párti országgyűlési képviselő volt (Tamási). 1932-ben nyugdíjba vonult.
Társszerkesztője volt a Pénzintézeti Törvénytárnak.

## Családja
Szülei: Dencz József (?-1877) és Halkievich Ilona (1856–1939) voltak. Nevelőapja, Damokos Árpád (tamási postamester). 1900. július 29-én, Budapesten házasságot kötött Alföldy Irénnel; 1910-ben elváltak. 1931. október 31-én, Budapesten házasságot kötött Kelemen Zsuzsannával (1906-2002). Gyermekei: Adrienne (1911-?), Ákos (1934-), Eszter Erzsébet (1938-), Zsuzsanna (1941-).
Temetése a Farkasréti temetőben történt (5/3-1-49).

## Művei
- A német birodalom új chequerendszere (Budapest, 1903)
- Pénzintézeti törvénytár I-III. (Budapest, 1910)
- A postatakarékpénztári szolgálat vezérfonala (Budapest, 1923, 1927)

## Díjai
- II. osztályú Polgári hadi érdemkereszt és Koronás arany érdemkereszt (1917-1918)
- a hadikölcsönök körüli kiváló munkásságáért Signum laudis kitüntetés (1926)
- a Posta Takarékpénztárnál eltöltött 33 évi kiváló munkásságáért
- Nagykónyi díszpolgára
- Pincehely díszpolgára
- Bedeg díszpolgára
- Nagyszokoly díszpolgára
- Tengőd díszpolgára
- Magyarkeszi díszpolgára
- Világ Igaza kitüntetés (1997)